# John Robert Seeley

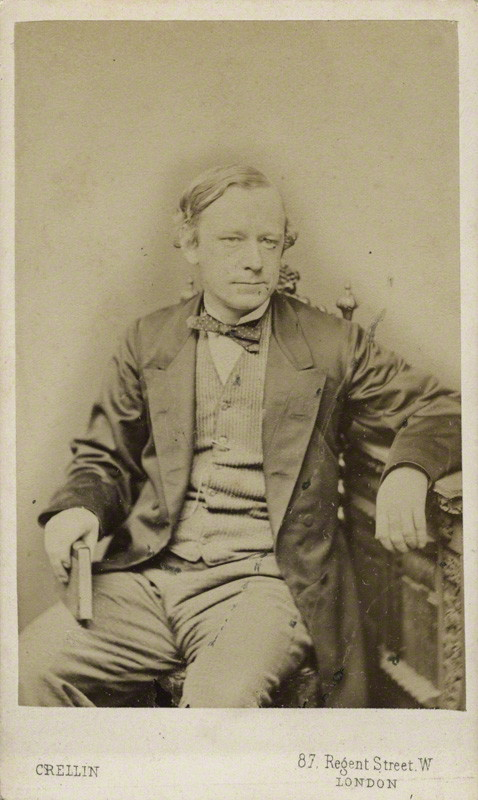
Seeley (1866)

John Robert Seeley, född den 10 september 1834 i London, död den 13 januari 1895 i Cambridge, var en engelsk historiker.
Seeley blev 1857 fellow vid Christ's College i Cambridge. Han var 1863-69 professor i latin vid University College i London och från 1869 professor (efter Charles Kingsley) i nyare tidens historia vid Cambridges universitet. Hans vidsynta, ofta epigrammatiskt utformade föreläsningar samlade stora åhörarskaror och utövade starkt inflytande på den akademiska ungdomen. Seeley betonade i dem starkt historiens sammanhang med samtidens politik och bemödade sig om att skildra Storbritanniens historia med huvudvikten lagd på dess medlemskap i det europeiska statssystemet. Därmed utsådde han många frön till den politiska åskådning, som brukar kallas brittisk imperialism, och flera bland dess mera betydande märkesmän vid 1900-talets början hade varit Seeleys lärjungar. Till vidare kretsar nådde hans idéer med den banbrytande essayen The expansion of England (1883). Där tecknade han fängslande "det större Britanniens" framväxande ur Englands makttävlan med Frankrike 1688-1815 och bidrog väsentligt till utvecklingen av sedermera allmänt rådande organiska uppfattning af förhållandet mellan moderlandet å ena sidan, dess kolonier och indiska välde å den andra.
Vetenskapligt gedignast av hans historiska arbeten är The life and times of Stein (3 band, 1879). I The growth of british policy (2 
band, postumt utgivna 1895 med biografisk inledning av George Walter Prothero) skildrar Seeley Elisabet, Cromwell och Vilhelm III som brittiska riksgrundläggare, ledda på en gång av religiösa och ekonomiska motiv. Bland Seeleys övriga skrifter märks Lectures and essays (1870), A short life of Napoleon the first (1885), Goethe (1893) och Lectures on political science (1895). Han erhöll 1894 knightvärdighet, ett erkännande från den av hans idéer starkt påverkade dåvarande premiärministern lord Rosebery av hans stora förtjänster om den brittiska riksenhetstankens främjande. Hans Ecce homo (utgiven anonymt, 1865) var ett försök till levnadsteckning över Jesus som människa och framkallade livlig polemik, i vilken bland andra Gladstone och kardinal Newman deltog. Svagare var Natural religion (1882), vari Seeley drev den tesen, att supranaturalistiska element inte är väsentliga för en verkligt religiös åskådning.